# Al Taliya Hama
Maillots
Actualités
Le Al Taliya Sporting Club (en arabe : نادي الطليعة الرياضي), plus couramment abrégé en Al Taliya, est un club syrien de football fondé en 1941 et basé à Hama.

## Palmarès
| Compétitions nationales                   |
| ----------------------------------------- |
| - Coupe de Syrie : - Finaliste : 2006-07. |

## Galerie

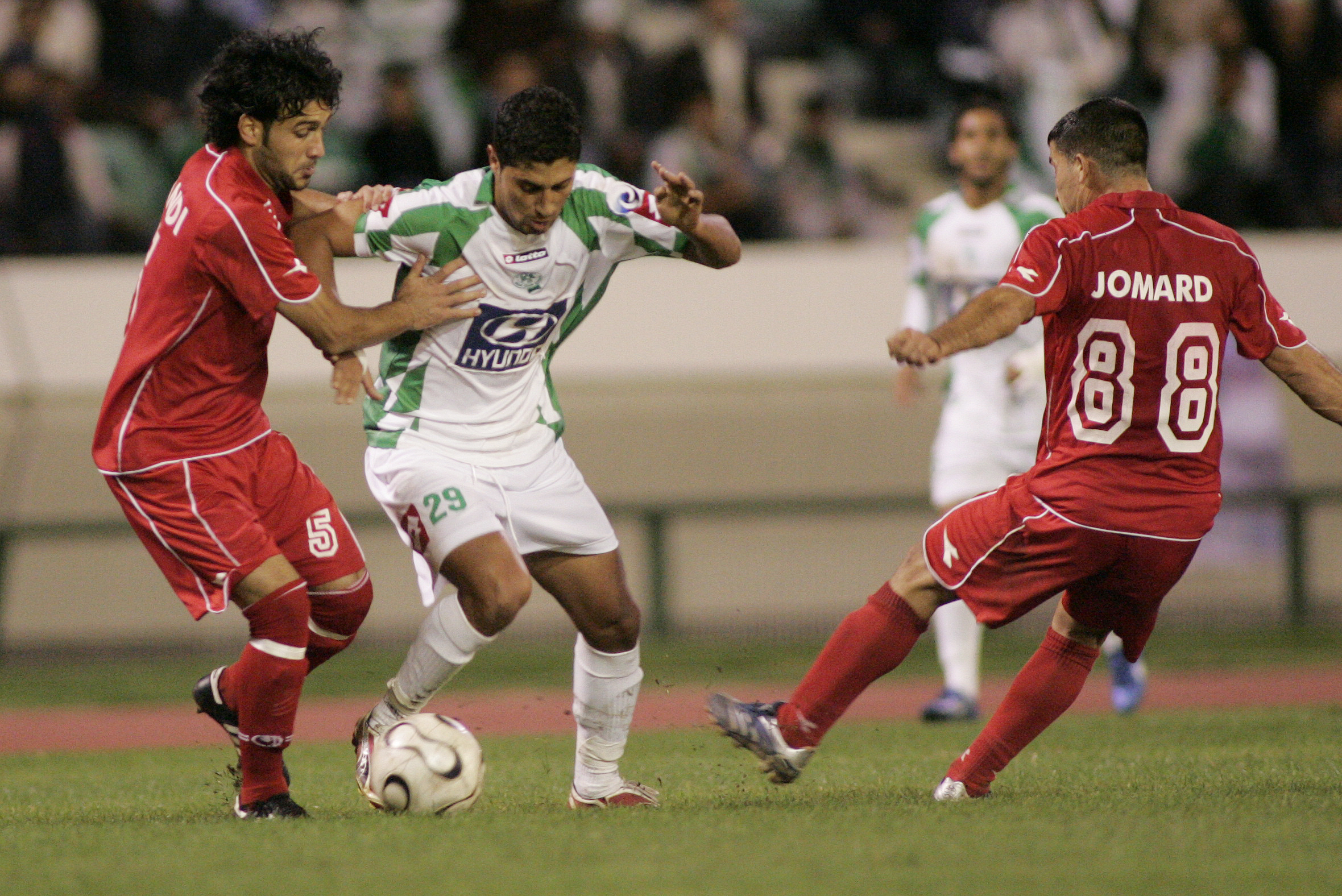
L'équipe d'Al Taliya lors d'une rencontre en 2008 à la Ligue des champions arabes face au club du Raja de Casablanca au Stade Mohammed-V au Maroc